# Deep Insanity
Deep Insanity es un proyecto japonés de medios mixtos creado y producido por Square Enix y Ubisoft. Consiste en un manga titulado Deep Insanity: Nirvana que comenzó a serializarse en Monthly Big Gangan en enero de 2020, un juego para dispositivos móviles y PC titulado Deep Insanity: Asylum, que se lanzó el 14 de octubre de 2021, y una serie de televisión de anime de Silver Link titulada Deep Insanity: The Lost Child, que se emitió de octubre a diciembre de 2021.

## Sinopsis
La acción se desarrolla en un mundo donde gran parte de la población ha caído en coma debido a la misteriosa enfermedad llamada "Síndrome de Randolph" durante el estallido de la Tercera Guerra Mundial. Se revela que la enfermedad proviene de las profundidades del Polo Sur en un lugar llamado "Asilo", lo que lleva a las personas a explorar esta nueva tierra para descubrir una cura para la enfermedad o encontrar el tesoro que contiene esta nueva tierra.
El manga sigue a un niño que es inmune a la condición y un comerciante que vive en la Antártida que viaja a Asylum. El anime se desarrolla entre las historias de manga y videojuegos y sigue al joven recluta Shigure Daniel Kai, quien se une a "Sleepers" para explorar Asylum, que está habitado por monstruos llamados "Scarred" y "Exiles" humanos, algunos de los cuales han sido afectados por el Síndrome de Randolph y se les conoce como "cultistas". El videojuego se desarrolla durante el tiempo en que 540 millones de personas están en coma por el síndrome de Randolph e involucra al único sobreviviente de una masacre que tuvo lugar en un centro médico.

## Personajes

### Deep Insanity: Nirvana
Hildegard Olympiada Yamada (ヒルデガルド・オルインピアーダ・山田 Hirudegarudo Oruinpiāda Yamada?)
El protagonista del manga que es bueno en el manejo de armas de fuego y tiene una tienda en la Antártida. Ella tiene un brazo derecho protésico, por lo que puede usarse como arma.
Serge Sol (セルジュ・ソル Seruju Soru?)
Un Durmiente que tiene una resistencia especial al Síndrome de Randolph. Mientras trabajaba en un barco hospital, accidentalmente conoce a Yamada y juntos van a Asylum en busca de artículos especiales.

### Deep Insanity: The Lost Child
Daniel Shigure Kai (時雨・ダニエル・魁 Shigure Danieru Kai?)
 Seiyū: Hiro Shimono, Marc Winslow (español latino)
Nuevo recluta de Sleeper que espera convertirse en un héroe. Está asignado al pelotón 11 del frente de la Antártida, donde su hábil puntería se convierte en un activo para el grupo.
Vera Rustamova (ヴェーラ・ルスタモワ Vēra Rusutamowa?)
 Seiyū: Ami Koshimizu, Vianney Monroy (español latino)
Ella es la comandante del Pelotón 11 del frente de la Antártida que empuña una enorme arma similar a una guadaña y que parece tener la capacidad de hacer que el tiempo se repita.
Leslie Blanc (レスリー・ブラン Resurī Buran?)
 Seiyū: Kohsuke Toriumi, Manuel Campuzano (español latino)
El es el Oficial Ejecutivo del Pelotón 11 y líder en el campo. Es el uno de los Sleepers más experimentado del equipo y es un excelente espadachín. Anteriormente se vestía de mujer y tenía una relación sentimental con Hayden, pero muere durante una misión fallida en el Abismo.
Lawrence "Larry" Jackson (ローレンス・ラリー・ジャクソン Rōrensu Rarī Jakuson?)
 Seiyū: Yūya Hirose, Diego Becerril (español latino)
El es el Pelotón 11 Sleepers. Debido a un accidente, tiene una prótesis en el brazo derecho y una lesión cerebral que lo ha dejado con una total falta de miedo o la capacidad de sentir dolor.
Reika Kobato (小鳩玲香 Kobato Reika?)
 Seiyū: Ruriko Noguchi, Nelly Burguette (español latino)
Ella es la Pelotón 11 Sleepers. Tiene una prótesis en la pierna derecha y es una artista consumada interesada en el manga y el anime.
Sumire Motiki (餅木スミレ Motiki Sumire?)
 Seiyū: Kaede Hondo, Elizabeth Infante (español latino)
Ella es la Pelotón 11 Sanity Anchor después de no cumplir con los criterios de entrada de Sleeper. Una ex ídol del pop que fue explotada y se avergüenza de su pasado.
James Chan (ジェームス・チャン Jēmusu Chan?)
 Seiyū: Hiromichi Tezuka, por definir (español latino)
Jefe de la sucursal antártica de Konron Enterprises.
Nicholas Kruger (ニコラス・クルーガー Nikorasu kurūgā?)
 Seiyū: Takahiro Shimada, Esteban Desco (español latino)
Comandante estratégico de Ararat
Solvy Sveien (ソールヴァイ・スヴェーエン Sōruvuai Suvuēen?)
 Seiyū: Misa Ishii, Ale Pilar (español latino)
Jefa de la rama antártica.
Hayden (エイデン Eiden?)
 Seiyū: Ryōta Suzuki, Arturo Cataño (español latino)
Trabaja para una organización cuyos motivos se desconocen. Tiene un corte de pelo severo con los lados afeitados y por lo general usa gafas de sol oscuras con punta puntiaguda y es un exnovio de Leslie.
Nadia (ナディア?)
 Seiyū: Chitose Morinaga, Desireé González (español latino)
Tiene la apariencia de una niña y lleva una guirnalda de pequeñas flores en el pelo. Trabaja para Hayden y está al mando de dos animales azules, viciosos, parecidos a conejos, Kamezou y Usazou, que lleva en una mochila.
EL-Cee (Elsie) (エルシー Erushī?)
 Seiyū: Takako Tanaka, Sofía Roig (español latino)
Una joven Exile que vive en un área de oasis del Asilo. Los Exile Cultists la ven como la "Niña de Dios" con el poder de acabar con el mundo y se convierte en el objetivo de varios grupos en la Antártida para sus propios objetivos.

### Deep Insanity: Asylum
Wu Innominetas (ウー・イノミネタス Ū Inominetasu?)
 Seiyū: Yūichirō Umehara
Morris Matsuo Fukuzawa (松尾・モリス・福沢 Matsuo Morisu Fukuzawa?)
 Seiyū: Kengo Kawanishi
Erika Makishi (真喜志エリカ Makishi Erika?)
 Seiyū: Miyu Tomita
Manuela Rodriguez (マヌエラ・ロドリゲス Manuera Rodorigesu?)
 Seiyū: Manami Numakura
Penthesilea (ペンテシレイア Penteshireia?)
 Seiyū: Hina Kino
Jade Gabriel Ozon (ジェイド・ガブリエル・オゾン Jeido Gaburieru Ozon?)
 Seiyū: Konomi Kohara
Maxine Kramer (マキシーン・クラーマー Makishīn kurāmā?)
 Seiyū: Naomi Ōzora
Delia Goldilocks (デリア・ゴルディロックス Deria Gōrudirokkusu?)
 Seiyū: Shizuka Itō
Very Bad Man (ベリー・バッドマン Berī Baddoman?)
 Seiyū: Sarah Emi Bridcutt
Aristarkh (アリスタルフ Arisutarufu?)
 Seiyū: Rikiya Koyama
Blake Loong (ブレイク・ロン Bureiku Ron?)
 Seiyū: Yūki Ono
Alejandro Mendoza (アレハンドロ・メンドーサ Arehandoro Mendōsa?)
 Seiyū: Hiroki Gotō
Fatima Sara (ファティマ・サラ Fatima Sara?)
 Seiyū: Hiroko Kiso
Master Karateka (マスターカラテカ Masutā Karateka?)
 Seiyū: Yasuhiro Mamiya

## Contenido de la obra

### Manga
Una serie de manga con historia de Norimitsu Kaihō y Makoto Fukami y arte de Etorōji Shiono titulada Deep Insanity: Nirvana ha sido serializada en la revista de manga seinen de Square Enix Monthly Big Gangan desde el 24 de enero de 2020. Los primeros dos volúmenes de tankōbon del manga se lanzaron el 24 de enero de 2020. 25 de septiembre de 2021.

### Videojuego
Un juego para dispositivos móviles y PC titulado Deep Insanity: Asylum se lanzó el 14 de octubre de 2021 en Japón. The game is a free to play RPG genre title with in-app purchases. El juego es un título de género RPG gratuito con compras dentro de la aplicación. El combate del juego se basa en habilidades, se realiza en "tiempo real" y presenta opciones de combate automático y de alta velocidad. Se lanzó una vista previa del juego para teléfonos Android el 2 de julio de 2021 en Japón. El juego finalizó el servicio el 31 de octubre de 2022.

### Anime
Una serie de televisión de anime de Silver Link titulada Deep Insanity: The Lost Child se emitió del 13 de octubre al 29 de diciembre de 2021 en AT-X, BS11, MBS Tokyo MX, TV Aichi. Shin Ōnuma dirigió la serie, con Kento Shimoyama a cargo de la composición de la serie, Kazuyuki Yamayoshi diseñando los personajes y Mirai Kodai Gakudan componiendo la música de la serie. El tema de apertura es "Inochi no Tomoshibi"de Konomi Suzuki, mientras que el tema de cierre es "Shinjuiro no Kakumei" de Kashitarō Itō. Funimation obtuvo la licencia de la serie fuera de Asia. Medialink obtuvo la licencia de la serie en el sudeste asiático, el sur de Asia y Oceanía menos Australia y Nueva Zelanda; lo están transmitiendo en su canal de YouTube Ani-One y Bilibili.
El 22 de octubre de 2021, Funimation anunció que la serie recibió un doblaje en español latino, que se estrenó el 2 de noviembre. Tras la adquisición de Crunchyroll por parte de Sony, el doblaje se trasladó a Crunchyroll.